# Megumu Yoshida
Megumu Yoshida (吉田 恵 Yoshida Megumi?, nacido el 13 de abril de 1973 en Aichi) es un exfutbolista japonés. Jugaba de defensa y su último club fue el Sagan Tosu de Japón.

## Trayectoria

### Clubes
| Club                | País  | Año         |
| ------------------- | ----- | ----------- |
| Verdy Kawasaki      | Japón | 1996 - 1997 |
| Vissel Kobe         | Japón | 1998 - 2000 |
| JEF United Ichihara | Japón | 2001 - 2003 |
| Sanfrecce Hiroshima | Japón | 2004 - 2005 |
| Sagan Tosu          | Japón | 2006 - 2007 |

## Palmarés

### Títulos nacionales
| Título             | Club           | País  | Año  |
| ------------------ | -------------- | ----- | ---- |
| Copa del Emperador | Verdy Kawasaki | Japón | 1996 |